# Цис (Староґардський повіт)
Цис (пол. Cis, нім. Neu Ciß) — село в Польщі, у гміні Зблево Староґардського повіту Поморського воєводства.
Населення — 128 осіб (2011).
У 1975-1998 роках село належало до Гданського воєводства.

## Демографія
Демографічна структура станом на 31 березня 2011 року:
|          | Загалом | Допрацездатний вік | Працездатний вік | Постпрацездатний вік |
| -------- | ------- | ------------------ | ---------------- | -------------------- |
| Чоловіки | 63      | 17                 | 41               | 5                    |
| Жінки    | 65      | 13                 | 41               | 11                   |
| Разом    | 128     | 30                 | 82               | 16                   |